# Acanthocope spinosissima
Acanthocope spinosissima là một loài chân đều trong họ Munnopsidae. Loài này được Menzies miêu tả khoa học năm 1956.